# Wapen van Raard

Wapen van Raard

Het wapen van Raard is het dorpswapen van het Nederlandse dorp Raard, in de Friese gemeente Noardeast-Fryslân. Het wapen werd in 1988 geregistreerd.

## Beschrijving
De blazoenering van het wapen luidt als volgt:
Gedeeld: I in azuur een kruisvaan van zilver, met aflopend kruis van keel; II in zilver een letter W van sabel, boven en onder vergezeld van een klaverblad van sinopel.
De heraldische kleuren zijn: azuur (blauw), zilver (zilver), keel (rood), sabel (zwart) en sinopel (groen).

## Symboliek
- Kruisvaandel: staat voor het Lam Gods, een symbool van Johannes de Doper, de patroonheilige van de Johannes de Doperkerk van Raard.[3]
- Letter W met klaverbladen: ontleend aan het wapen van het geslacht Van Kleffens. De letter W uit het wapen verwijst naar de stamvader van het geslacht: Oege Thomass, in oude schrijfwijze Wge Thomass.[3]

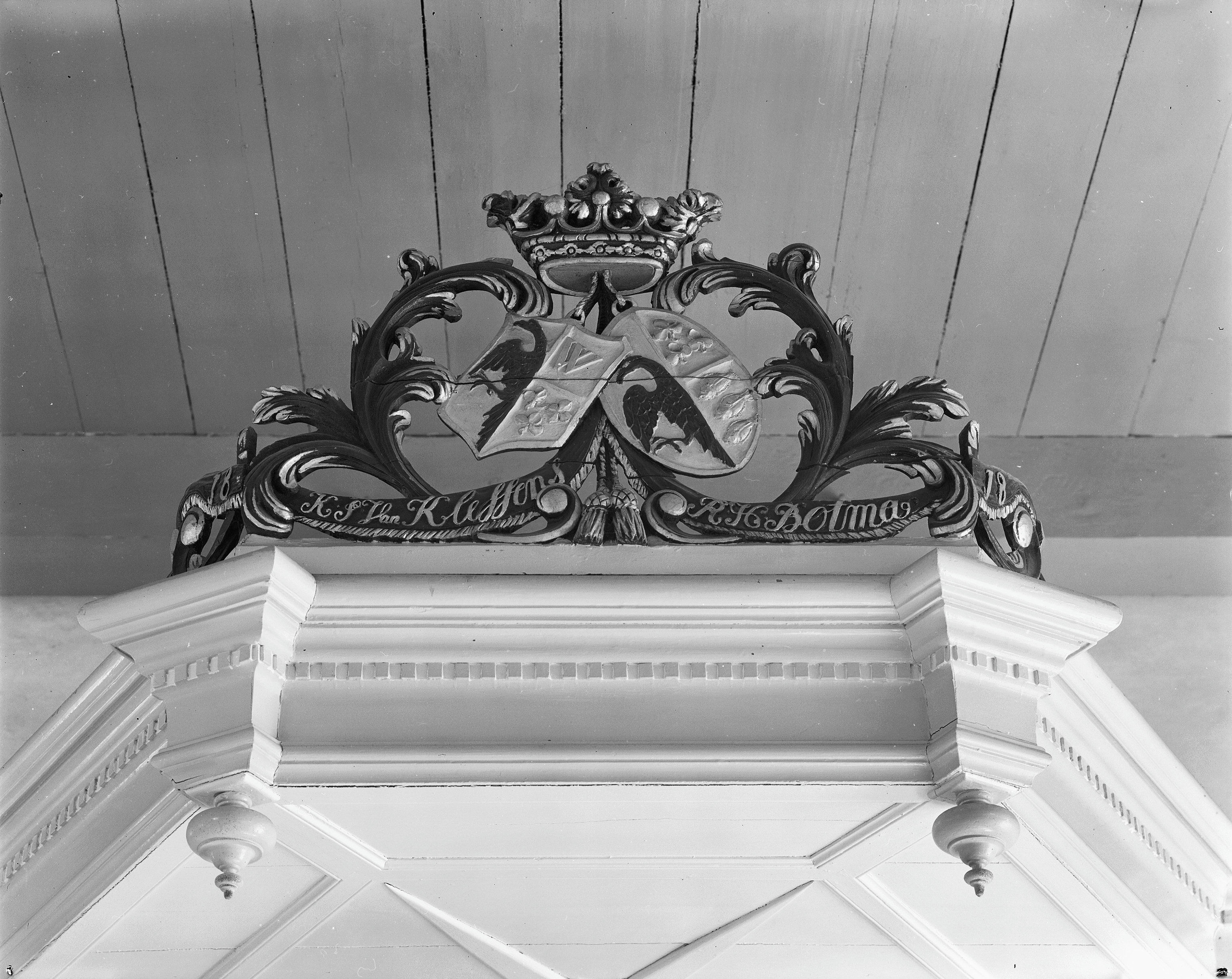
Het wapen van het geslacht Van Kleffens boven de preekstoel van de Sint-Bonifatiuskerk van Damwoude.

## Zie ook

Vlag van Raard